# Юпко Лев Дмитрович
Лев Дми́трович Юпко́  (25 жовтня 1911, місто Краматорськ — 10 січня 1993, місто Запоріжжя) — радянський інженер-металург, Герой Соціалістичної Праці (19.07.1958). Депутат Верховної Ради УРСР 5—10-го скликань. Член Президії Верховної Ради УРСР 8—9-го скликань.

## Життєпис
Народився 25 жовтня 1911 року в Краматорську Донецької області.
Трудову діяльність розпочав у 1925 році учнем, підручним обмотувальника на Краматорському металургійному заводі.
У 1932 році закінчив Московський інститут сталі й сплавів за спеціальністю «інженер-металург». У 1935 році закінчив аспірантуру Московського інституту сталі й сплавів.
З 1933 по 1938 роки працював на Краматорському, Ворошиловському, Єнакієвському та Маріупольському металургійних заводах Донецької області начальником зміни доменного цеху.
У 1938—1939 роках — начальник доменного цеху заводу «Азовсталь» (місто Маріуполь Сталінської області).
У 1939—1943 роках працював на Магнітогорському металургічному комбінаті заступником начальника доменного цеху, згодом — начальником цеху.
У 1943—1944 роках — головний інженер Саткінського металургійного заводу (м. Сатка, Челябінська область).
У 1944 році направлений в Україну для відновлення зруйнованих металургійних підприємств. Працював головним інженером Ворошиловського (Комунарського) металургійного заводу Ворошиловградської області.
У 1949-1956 роках — інженер заводу «Запоріжсталь» імені Серго Орджонікідзе Запорізької області.
З 1956 по 1983 рік — директор заводу «Запоріжсталь» імені Серго Орджонікідзе.
Після виходу на пенсію в січні 1983 року мешкав у Запоріжжі. Помер 10 січня 1993 року.

## Нагороди
- Медаль «Серп і Молот» Героя Соціалістичної Праці (19.07.1958)
- три ордени Леніна (19.07.1958, 22.03.1966, 19.02.1974)
- орден Жовтневої Революції (30.03.1971)
- три ордени Трудового Червоного Прапора (1.07.1946, 6.02.1951, 28.10.1981)
- медаль «За трудову доблесть» (5.05.1949)
- медалі
- Ленінська премія (1960)
- Державна премія Української РСР (1979)
- Заслужений металург Української РСР (16.03.1972)